# Lechytia dentata
Lechytia dentata är en spindeldjursart som beskrevs av Volker Mahnert 1978. Lechytia dentata ingår i släktet Lechytia och familjen Lechytiidae. Inga underarter finns listade i Catalogue of Life.